# Acontiothespinae
Sous-famille
Les  Acontiothespinae sont une sous-famille d'insectes, de l'ordre des Mantodea, de la famille des Acanthopidae.

## Dénomination
Cette famille a été décrite par l'entomologiste Morgan Hebard en 1924.

## Taxinomie
Tribu des Acontistini
Liste des genres
- Acontista Saussure, 1872
- Callibia Stal, 1877
- Paratithrone Lombardo, 1996
- Raptrix Terra, 1995
- Tithrone Stal, 1877